# Paquita Sauquillo
Paquita Sauquillo, właśc. Francisca Sauquillo Pérez del Arco (ur. 31 lipca 1943 w Madrycie) – hiszpańska polityk i prawniczka, od 1994 do 2004 deputowana do Parlamentu Europejskiego.

## Życiorys
Ukończyła w 1966 studia prawnicze na Uniwersytecie Complutense w Madrycie. W tym samym roku rozpoczęła praktykę w zawodzie adwokata, specjalizując się w sprawach karnych. Zaangażowała się w działalność Hiszpańskiej Socjalistycznej Partii Robotniczej. Od 1983 do 1994 była posłanką zgromadzenia regionalnego wspólnoty autonomicznej Madrytu, a także członkinią hiszpańskiego Senatu.
W wyborach w 1994 i 1999 z ramienia PSOE uzyskiwała mandat posłanki do Parlamentu Europejskiego IV i V kadencji. Była członkinią grupy socjalistycznej. Pracowała m.in. w Komisji Rozwoju i Współpracy. W PE zasiadała do 2004.
Założyła i stanęła na czele Movimiento por la Paz, organizacji działającej na rzecz pokoju. Powoływana w skład organów doradczych w zakresie praw człowieka, w 2006 stanęła na czele krajowej rady konsumentów.
W 2009 nagrodzona została Europejską Nagrodą Obywatelską.

## Wybrane publikacje
- La Ley del Divorcio, 1981
- El Conflicto de los Grandes Lagos, 1996
- Año Europeo contra el racismo. Un enfoque progresista, 1997
- Mirada de Mujer, autobiografía, 2000
- Por una Cooperación Euro-Magrebí, 2004